# UniteUp!
〈UniteUp!〉(유나이트업!)은 소니 뮤직 그룹이 선사하는 다차원 아이돌 프로젝트다.
2021년 11월 10일부터 개설된 유나이트업! 공식 유튜브 채널에서는 다양한 아티스트들의 악곡이 공개되고 있다.

## 개요
「재능과 재능을 "Unite up"하다」를 주제로 꿈을 쫓는 다양한 보컬리스트, 싱어송라이터를 소개하는 다차원 음악 프로젝트.
유튜브 개요의 콘셉트에는 「키세키는 이미 시작됐다--지금은 작은 너의 목소리가, 미래의 큰 노래를 방불케 하는 그 우연은 이윽고 필연적으로 그 갈등은 미래의 갈채로 꿈을 향해 달려가는 소년들의 광소곡 그리고 지금 여기 모인 U(너)와 U(너)의 협주곡」이라고 적혀 있다.

## 등장인물

### PROTOSTAR
키요세 아키라 (清瀬 明良)
성우 : 토야 키쿠노스케
나오에 반리 (直江 万里)
성우 : 야마구치 료타로
이스즈가와 치히로 (五十鈴川 千紘)
성우 : 히라이 아몬

### LEGIT
타카오 다이키 (高尾 大毅)
성우 : 스케가와 신조
니죠 에이시로 (二条 瑛士郎)
성우 : 모리카게 신노스케
토고 후가 (東郷 楓雅)
성우 : 사카타 류이치로

### JAXX/JAXX
하루카 가쿠토 (春賀 楽翔)
성우 : masa
카츠라 호마레 (桂 ほまれ)
성우 : 시모마에 유우키
카시이 이즈미 (香椎 一澄)
성우 : 마고시 타쿠미
와카사 준 (若桜 潤)
성우 : 츠보쿠라 코세이
모리노미야 카나타 (森ノ宮 奏太)
성우 : 타카모토 마나부

### Anela
오오츠키 린 (大月 凛)
성우: 사이토 소마
츠지도 마오토 (辻堂 真音)
성우: 나카지마 요시키

## TV 애니메이션
2023년 1월부터 4월까지 TOKYO MX 등에서 방영되었다. 동년 7월 30일에 2기의 제작이 결정되어, 2025년 1월부터 4월까지 방영되었다.

### 스태프
- 원작 - Project UniteUp!
- 감독 - 우시지마 신이치로
- 시리즈 구성 - 야마자키 리노
- 캐릭터 디자인 - 마지로
- 총 작화감독 - 마지로, 코마츠 아사미, 하마 유리에
- 액션 디렉터 - 이시가미 히로미
- 디자인 웍스 - 하마 유리에, 타카기 케이코, 노노시타 이오리, 쿠하라 요코, 미즈타니 시오리, 이시가미 히로미
- 미술 설정 - 사나미 유리
- 미술 감독 - 미야케 마사카즈
- 색채 설계 - 나카시마 카즈코
- 촬영 감독 - 나가세 유키코
- 3D CG - 주식회사5
- 3D 디렉터 - 혼다 마코토
- 편집 - 미시마 아키노리
- 음악 - 하야시 유키
- 제작총괄 - 시미즈 아키라
- 애니메이션 프로듀서 - 나미다노 슌
- 애니메이션 제작 - CloverWorks
- 음악 제작・제작 - 애니플렉스, 소니 뮤직 엔터테인먼트